# شاپرک هوئمری
شاپرک هوئمری(نام علمی: Agdistis huemeri) نام یک گونه از تیره پرپرواران است. این گونه در ایران و ترکمنستان شناخته شده است.